# Chilodes
Chilodes é um gênero de traça pertencente à família Arctiidae.